# Mitsubishi SpaceJet
A Mitsubishi SpaceJet (三菱スペースジェット; Hepburn: Mitsubishi Supēsu Jetto) egy kis hatótávolságú, sugárhajtású utasszállító repülőgép, gyártója a japán Mitsubishi iparvállalat által vezetett Mitsubishi Heavy Industries konzorcium. A SpaceJet a Japánban gyártott első utasszállító repülőgép a légcsavaros NAMC YS–11 óta, amelyet 1962–1974 között gyártottak. Az MRJ először 2015 novemberében repült. 2019. június előtt a gép neve Mitsubishi Regional Jet (国産初ジェット旅客機三菱リージョナルジェット; Hepburn: Kokusan Hatsu Jettoryokakuki Mitsubishi Rījonarujetto; röviden: MRJ) volt. Menetrend szerinti forgalomba állását eddig hatszor halasztották el, a Covid19-pandémia negatív gazdasági hatása miatt a típus fejlesztését 2020 októberében ideiglenesen felfüggesztették, a szolgálatba állásának ideje így bizonytalan.

## Fejlesztés

### Kezdetek
A Mitsubishi MRJ gyökerei 2003-ig nyúlnak vissza. Ekkor indított el Japán gazdasági és kereskedelmi minisztériuma a japán repülőgépiparral közösen egy ötéves, 50 milliárd jenes programot, hogy megvizsgálja, van-e piaci lehetőség egy hazai, 30-90 utas befogadására képes repülőgép kifejlesztésére. A költségvetés egyik fele az állami költségvetésből jött, a másik felét a repülőgépgyártók finanszírozták. A program fő résztvevője és vezetője a Mitsubishi Heavy Industries lett, de részt vett benne a Fuji Heavy Industries is. 2004-ben a Mitsubishi még csak 30-50 fős repülőgépben gondolkodott, amelyet 2010-ben szerettek volna forgalomba állítani a Japánon belüli, kisebb forgalmú légiútvonalakon. Továbbá a Mitsubishi szakemberei kezdetben azért terveztek kisebb repülőgépet építeni, mert nem akartak a Bombardier és Embraer nagyobb regionális utasszállítóival versenyezni. A Mitsubishi attól is tartott, hogy beszállítóként sérülhet az üzleti kapcsolata a Bombardierrel, ugyanis a Mitsubishi együtt dolgozott a Bombardierrel annak CRJ700-as és Q400-as gépein. 2005-re végül piaci visszajelzések alapján döntöttek egy nagyobb, 70-90 fős gép fejlesztése mellett, amelyre nemcsak belföldi, de nemzetközi igény is mutatkozott.
A nagyközönség a 2007. júniusi párizsi légi- és űrszalon során ismerkedhetett meg az MRJ-vel, a Mitsubishi itt mutatta be elsőként az MRJ kabinjának életnagyságú makettjét. A Mitsubishi ekkor azzal számolt, hogy az MRJ lesz az első regionális utasszállító, amely teljes egészében kompozitanyagokból áll majd. További újdonság volt, hogy a Mitsubishi volt az első, amely a Pratt & Whitney PW1000G hajtóműcsaládot választotta repülőgépére. A vásár után pár hónappal, 2007 októberében a Mitsubishi elkezdte értékesíteni az MRJ-t. A cég becslései alapján 300-400 repülőgép eladása után vált volna a tervezés és gyártás jövedelmezővé. A gép szolgálatba állását 2012-2013-ra, a tesztrepülések megkezdését 2011-re tervezték.
2008. április 1-vel a Mitsubishi megalapította a Mitsubishi Aircraft Corporationt, hogy ezzel felgyorsítsa az MRJ tervezését, gyártását és eladását. A vállalat, és ezáltal a repülőgépgyár fő részvényesei ma a Mitsubishi Heavy Industries, a Mitsubishi anyavállalat és a Toyota.
Az eladások 2007. októberi kezdete és a Mitsubishi Aircraft Corporation 2008. áprilisi létrehozása között az All Nippon Airways volt az MRJ egyetlen vásárlója: a japán légitársaság márciusban 15 gépet vásárolt.

### Dizájn

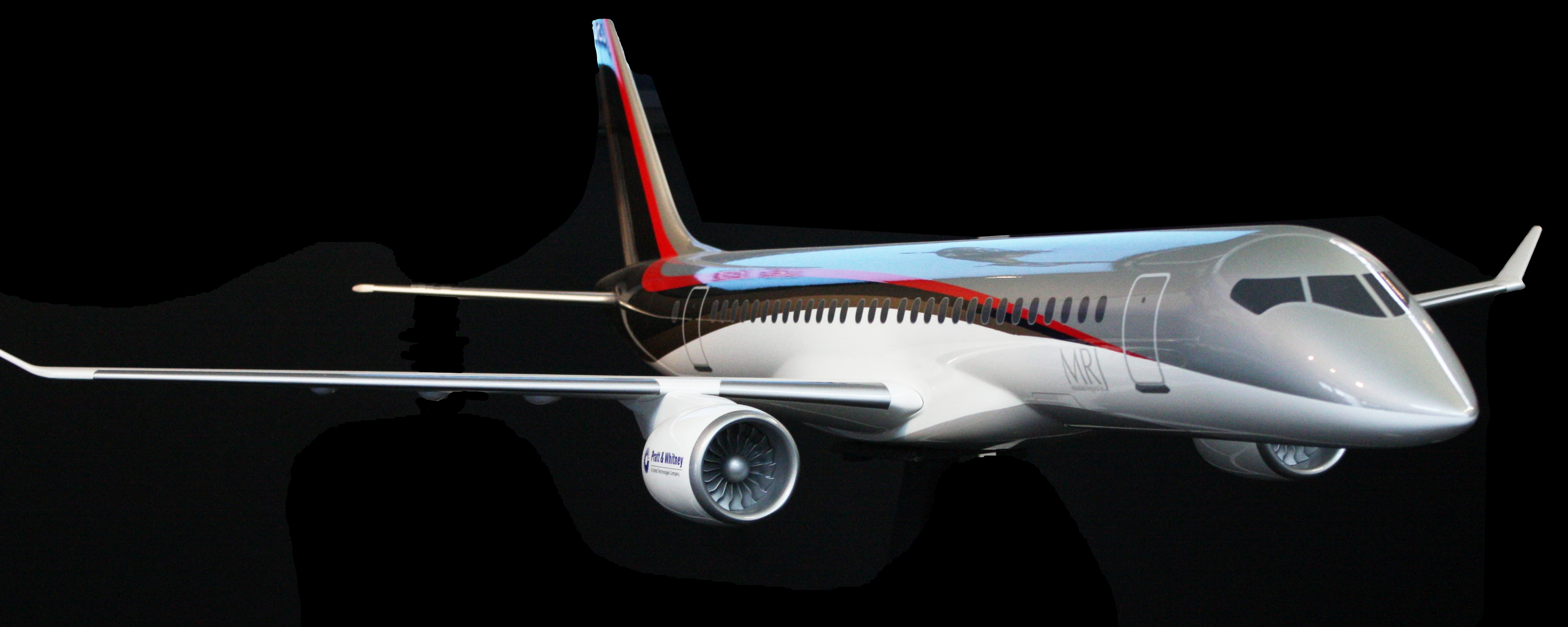
Az MRJ modellje 2010-ből

A kezdeti elképzelésekhez képest a tervezés során az MRJ dizájnja jelentős változásokon esett át. 2009 szeptemberében a Mitsubishi bejelentette, hogy a szárnyak és szárnytövek kompozit szénszálak helyett alumíniumból fognak készülni. Kompozit anyagokból csupán a géptest 10-15%-át, főként a függőleges és vízszintes vezérsíkot tervezték megépíteni. A kabint megmagasították, így az utastér kerekebb kialakítást kapott, magasabb és szélesebb lett, mint a hasonló Bombardier és Embraer gépek utastere. A változások miatt az első tesztrepülést 2012-re, a menetrend szerinti szolgálatba állást 2014-re halasztották.

### Gyártás
A Mitsubishi 2009 szeptemberében jelentette be, hogy megkezdte az MRJ egyes elemeinek gyártását a függőleges vezérsík alumínium keretének vágásával. Az első tesztrepülőgép összeszerelése 2011 áprilisában kezdődött a pilótafülke vészkijárata körüli keret szegecselésével. 2012 során azonban a Mitsubishi gyártási nehézségekbe ütközött, ezért az első repülést 2013-ra, a szolgálatba állást pedig 2015-re halasztották. 2013-ban a Mitsubishi hat MRJ összeszerelésén dolgozott, ebből öt tesztrepülésekre, egy pedig földi tesztelésre volt szánva.
A gyártás csúszása részben annak volt betudható, hogy késett az MRJ hajtóművének, a Pratt & Whitney PW1000G hajtómű PW1200G altípusának típusengedélyeztetése. Az engedélyeztetés halasztása ellenére kezdetben a Mitsubishi továbbra is tartani kívánta a 2013-as első tesztrepülést és a 2015-ös szolgálatba állást, ám később a hajtómű és más alkatrészek beszállításának késése miatt 2014-re csúsztatta az első repülést. Ez azt is jelentette, hogy az első vásárló, a hazai All Nippon Airways csak 2017-ben kapta volna meg első MRJ-t.
Egy hónappal a legutóbbi késés 2013. augusztusi bejelentése után a Mitsubishi az Aicsi prefektúrabeli tobisimai gyárában bemutatta a médiának az első tesztrepülő géptörzsének elsőként elkészült darabjait, valamint a bal szárny prototípusát. 2014. június 26-án a Mitsubishi képeket jelentetett meg az elsőként megépített MRJ-ről rögtön azután, hogy a gépre felszerelték a PW1200G hajtóműveket a Mitsubishi nagojai gyárában. A Mitsubishi ebben a gyárban végezte a végső összeszerelést. A hajtóművek felszerelése után került sor a különféle műszerek és vezetékek beszerelésére.

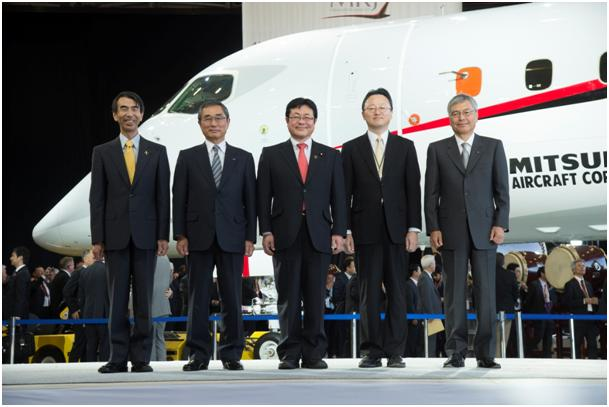
Az első MRJ 2014. október 18-án gurult ki a gyártósorról.

Az első üzemkész prototípus, amely a nagyobb MRJ90-es altípus, 2014. október 18-án gurult ki a Mitsubishi nagojai gyártósoráról, a gyártás megkezdése után öt évvel.

### Tesztelés
Az első MRJ, egy MRJ90-es, 2015. november 11-én emelkedett a levegőbe egy másfél órás tesztrepülés keretében. Bár az első tesztrepülések sikeresen végződtek, a későbbi tesztek során a Mitsubishi mérnökei több problémát fedtek fel a repülőn. Egyrészt a szárnyak és szárnytövek túl gyengének bizonyultak, hogy elbírják a japán légialkalmassági tanúsítvány megszerzéséhez szükséges, az átlagos repülések során előforduló teher másfélszeresét. Másrészt a Mitsubishi úgy ítélte, hogy a futóművek kialakítását meg kell változtatni a nagyobb biztonság érdekében. Ezen és más, kisebb szükséges módosítások miatt a gyártó egy újabb, immáron negyedik késést jelentett be 2015 decemberében. Ez azt jelentette, hogy a típust elsőként forgalomba állító ANA 2018-ban kapta volna meg az MRJ-t.
2016 során a Mitsubishi Japánból az amerikai Washington államba helyezte át a repülő tesztelésének nagy részét, mivel a Japán feletti légtér túl zsúfolt volt a sikeres teszteléshez. 2016 novemberében a Mitsubishi megerősítette, hogy a géptörzs és szárnyak elbírják a másfélszeres terhelést, így elhárult az egyik fő akadály a japán hatósági tanúsítvány megszerzése előtt.
2017 januárjában a Mitsubishi újabb kétéves csúszást jelentette, mivel a vállalat ezúttal az amerikai hatósági tanúsítvány megszerzése során ütközött nehézségekbe. Az amerikai tanúsítványon a Mitsubishival együtt dolgozó Seattle-i Aerotec vállalat úgy találta, hogy az avionikai egységek és egyéb vezetékek elhelyezkedése a repülésbiztonság szempontjából nem volt optimális: ha vagy az avionika vagy a vezetékek egyetlen helyen megsérültek volna, az mindkét rendszer teljes meghibásodásához vezethetett volna.
A Mitsubishi szerint az öt késés közül négyet részben az okozott, hogy az MRJ-t nem készítették fel megfelelően a hatósági tanúsítványok megszerzésére, ami miatt a cég mérnökeinek át kellett alakítaniuk a repülőgép több részét. A csúszások miatt a repülőgép kifejlésztése eddig 180 milliárd jen helyett 350 milliárdba került.

## Műszaki adatok

### Szerkezeti kialakítás

#### Strukturális kivitelezés
Az MRJ főként könnyű alapanyagok felhasználásával, így alumínium ötvözetek és kompozitanyagok kombinációjával készül. Alumínium ötvözetekből a géptest 83%-a, szén- és üvegszálakkal megerősített kompozitokból pedig 12%-a áll. A géptest fennmaradó része titán és acél. A szénszálas kompozitok szilárdak és korrózióállóak, ezért a Mitsubishi ezeket alkalmazza a kormányfelületek, függőleges és vízszintes vezérsíkok, fékszárnyak és féklapok gyártásához. Üvegszálas kompozitokat, mivel tartósak, az orr, farokkúp és géptörzs alsó részének áramvonalazására használnak. Kompozitokból van a hajtóművek héjszerkezete, avagy burkolata is.

### Technikai adatok
|                                      | M90                              | M100                             |
| ------------------------------------ | -------------------------------- | -------------------------------- |
| Hossz                                | 35.8 m                           | 34.5 m                           |
| Szárnyfesztávolság                   | 29.2 m                           | 27.8 m                           |
| Magasság (függőleges vezérsík)       | 10.4 m                           | 10.3 m                           |
| Utastér                              | 2.02 m magas x 2.76 m széles     | 2.02 m magas x 2.76 m széles     |
| Utaskapacitás                        | 88 fő                            | 76–88 fő                         |
| Maximális felszálló tömeg            | 42.8 t                           | 42.0 t                           |
| Maximális leszálló tömeg             | 38.0 t                           | 36.2 t                           |
| Hajtómű (2x)                         | Pratt & Whitney PW1200G          | Pratt & Whitney PW1200G          |
| Tolóerő (2x)                         | 78.2 kN                          | 78.2 kN                          |
| Hatótávolság                         | 3770 km                          | 3540 km                          |
| Utazósebesség                        | 0.78 March (447 csomó, 829 km/h) | 0.78 March (447 csomó, 829 km/h) |
| Maximális repülési magasság          | 11 900 m                         | 11 900 m                         |
| Guruló távolság max. felsz. tömeggel | 1740 m                           | 1760 m                           |

## Rendelések

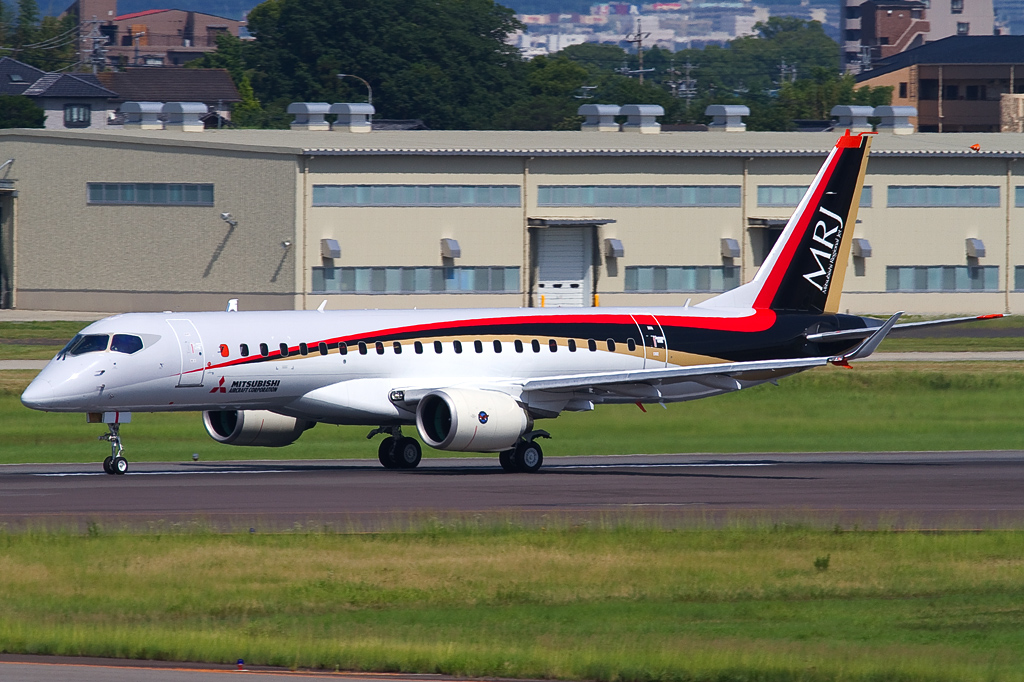
Egy MRJ90-es tesztrepülő rövidden felszállás előtt.

Az All Nippon Airways volt az MRJ első megrendelője: a japán vállalat 2008 márciusában 15 MRJ90-t rendelt, és 10 gépre adott le opciót. A Japan Airlines, Japán másik nagy légifuvarozója 2015 januárjában rendelt 32 MRJ90-t.
| Megrendelés ideje | Légitársaság       | Szolgálatba állás | Típus | Típus | Típus  |
| Megrendelés ideje | Légitársaság       | Szolgálatba állás | M90   | M100  | Opciók |
| ----------------- | ------------------ | ----------------- | ----- | ----- | ------ |
| 2008. március 27. | All Nippon Airways |                   | 15    | —     | 10     |
| 2012. július 11.  | SkyWest Airlines   |                   | 100   | –     | 100    |
| 2015. január 28.  | Japan Airlines     |                   | 32    | –     | —      |
| 2016. július 11.  | Rockton AB         |                   | 10    | —     | 10     |
| 2016. július 11.  | Mesa Airlines      |                   | –     | 50    | 50     |
| Összesen          | Összesen           | Összesen          | 157   | 50    | 170    |

### Törölt rendelések
| Megrendelés ideje | Légitársaság          | Típus | Típus | Típus  | Megjegyzések                           |
| Megrendelés ideje | Légitársaság          | MRJ70 | MRJ90 | Opciók | Megjegyzések                           |
| ----------------- | --------------------- | ----- | ----- | ------ | -------------------------------------- |
| 2011. június 16.  | ANI Group Holdings    | 5     | 5     | —      | Rendelés törölve 2013-ban.             |
| 2014.             | New Eastern Air Lines | –     | 20    | 20     | A légitársaság 2017-ben megszűnt.      |
| 2014. július 14.  | Air Mandalay          | –     | 6     | 4      | A légitársaság 2018-ban megszűnt.      |
| 2009. október 2.  | Trans States Holdings | –     | 50    | 50     | Törölve 2019-ben.                      |
| 2016. február 16. | Aerolease Aviation    | –     | 10    | 10     | Szerződés jogi erejének vége 2021-ben. |

## Lásd még
Hasonló géptípusok:
- Antonov An–148
- Bombardier CRJ700
- Bombardier C-sorozat
- ACAC ARJ21
- Embraer E-Jet
- Szuhoj Superjet 100